# Солер, Жерар
Жерар Солер (фр. Gérard Soler; род. 29 марта 1954, Уджда) — французский футболист, нападающий, и тренер. В мае 2018 года был назначен президентом клуба «Шартр»

## Клубная карьера
За 15 сезонов, проведенных в высшем французском дивизионе, выступал за множество клубов: «Сошо», «Монако», «Бордо», «Тулуза», «Страсбур», «Бастия» «Лилль» и «Ренн». Всего за этот период он сыграл 428 игр и забил 129 голов в национальном чемпионате. Однако чемпионом Франции или обладателем Кубка не стал. Лучший результат в чемпионате — 3-е места в составе «Сошо» в сезоне 1975/1976 и в «Бордо» в сезоне 1980/1981.

### Еврокубки
На клубных турнирах УЕФА сыграл 4 сезона, отыграв 10 игр и отличившись 1 голом. Лучший результат на евроарене — 1/16 финала Кубке европейских чемпионов сезона 1978/1979 и в Кубке УЕФА сезона 1981/1982.
Дебют в еврокубках состоялся 13 сентября 1972 года за «Сошо» на стадионе «Огюст Бональ (стадион)» в первой игре 1/32 финала Кубка УЕФА против датского клуба «Фрем» (1:3).
В Кубке европейских чемпионов сезона 1978/1979 «Монако» в первом туре проиграло будущему финалисту — шведскому «Мальмё».
Последние матчи в еврокубках были сыграны в составе «Бордо» осенью 1981 года. Снова, как и три года до того, Солер с товарищами уступил будущему финалисту — немецкому «Гамбургу». Единственный мяч в еврокубках он забил в ворота немцев, принеся победу в домашнем матче.

## Карьера за сборную
Дебют за сборную Франции состоялся 16 ноября 1974 года в матче квалификации на чемпионат Европы 1976 против сборной ГДР (2:2).
Вошёл в состав сборной на чемпионат мира 1982 года в Испании, где Франция дошла до полуфинала, а Солер принял участие во всех 5 матчах сборной и отметился забитым голом в групповой стадии.
Всего за сборную Солер провёл 16 матчей и забил 4 гола.

### Голы за сборную
| #  | Дата           | Место                         | Соперник     | Счёт | Результат | Турнир                  |
| -- | -------------- | ----------------------------- | ------------ | ---- | --------- | ----------------------- |
| 1. | 27 марта 1976  | Парк де Пренс, Париж, Франция | Чехословакия | 1-0  | 2-2       | Товарищеский матч       |
| 2. | 29 апреля 1981 | Парк де Пренс, Париж, Франция | Бельгия      | 1-1  | 3-2       | Квалификация на ЧМ 1982 |
| 3. | 29 апреля 1981 | Парк де Пренс, Париж, Франция | Бельгия      | 3-1  | 3-2       | Квалификация на ЧМ 1982 |
| 4. | 16 ноября 2014 | Сан-Мамес, Бильбао, Испания   | Англия       | 1-1  | 3-1       | ЧМ 1982                 |